# Corpul Muncitoresc Legionar
Corpul Muncitoresc Legionar a fost o organizație muncitorescă legionarǎ creatǎ în 1936 de către Corneliu Zelea Codreanu. În perioada 1936 - 1939, Corpul Muncitoresc Legionar a fost condus de inginerul Gheorghe Clime. 